# Hugo de Ivry
Hugo de Ivry también Hugues d'Ivry y Hugo de Bayeux (c. 955-1049) fue un noble normando y obispo de Bayeux. Era hijo de Rodolfo de Ivry y Eremburga de Canville (m. 1011). Se convirtió en obispo en 1015. Según Orderico Vital, Hugo conservó el castillo de Ivry contra los duques de Normandía y se rebeló contra Roberto el Magnífico. Sin embargo, Roberto se apoderó del castillo, que permaneció en manos del ducado hasta el final del reinado de Guillermo el Conquistador. Tras muchos años de exilio, Hugo recuperó la gracia en noviembre de 1032 y fundó la abadía de Cerisy.
Tras un incendio, Hugo decidió reconstruir la catedral. Ese trabajo fue completado por su sucesor Odón de Conteville entre 1040 y 1080. Orderico Vital atribuye todo el crédito de su construcción a Odón de Conteville, pero esa afirmación se contradice por el cronista Robert de Torigni.
Tras la muerte de su padre, en el año 1015, la mayor parte de sus propiedades pasaron a sus manos, incluido el castillo de Ivry. Es posible que haya heredado el condado de su padre, aunque el título nunca aparece en los textos con él, al igual que su primo, el arzobispo Roberto el Danés. sus posesiones se distribuye en cuatro sectores: el bosque de Vièvre en Lieuvin, las posesiones en Hiémois, el patrimonio situado al norte del río Sena y las posesiones de Évreux. Los bienes de País de Caux se concentraban en la costa de Petit-Caux y en Vieux-Rouen-sur-Bresle. Según David Bates, también recibió propiedades en los alrededores de Breteuil como herencia de su padre.

## Herencia
Se desconoce el nombre de su consorte, pero los anales citan a dos hijos:
- Roger de Mortemer;
- Aubrée, casada con Roberto de Bréval,[6] y en segundas nupcias con Albert de Cravent.